# Galiamelone

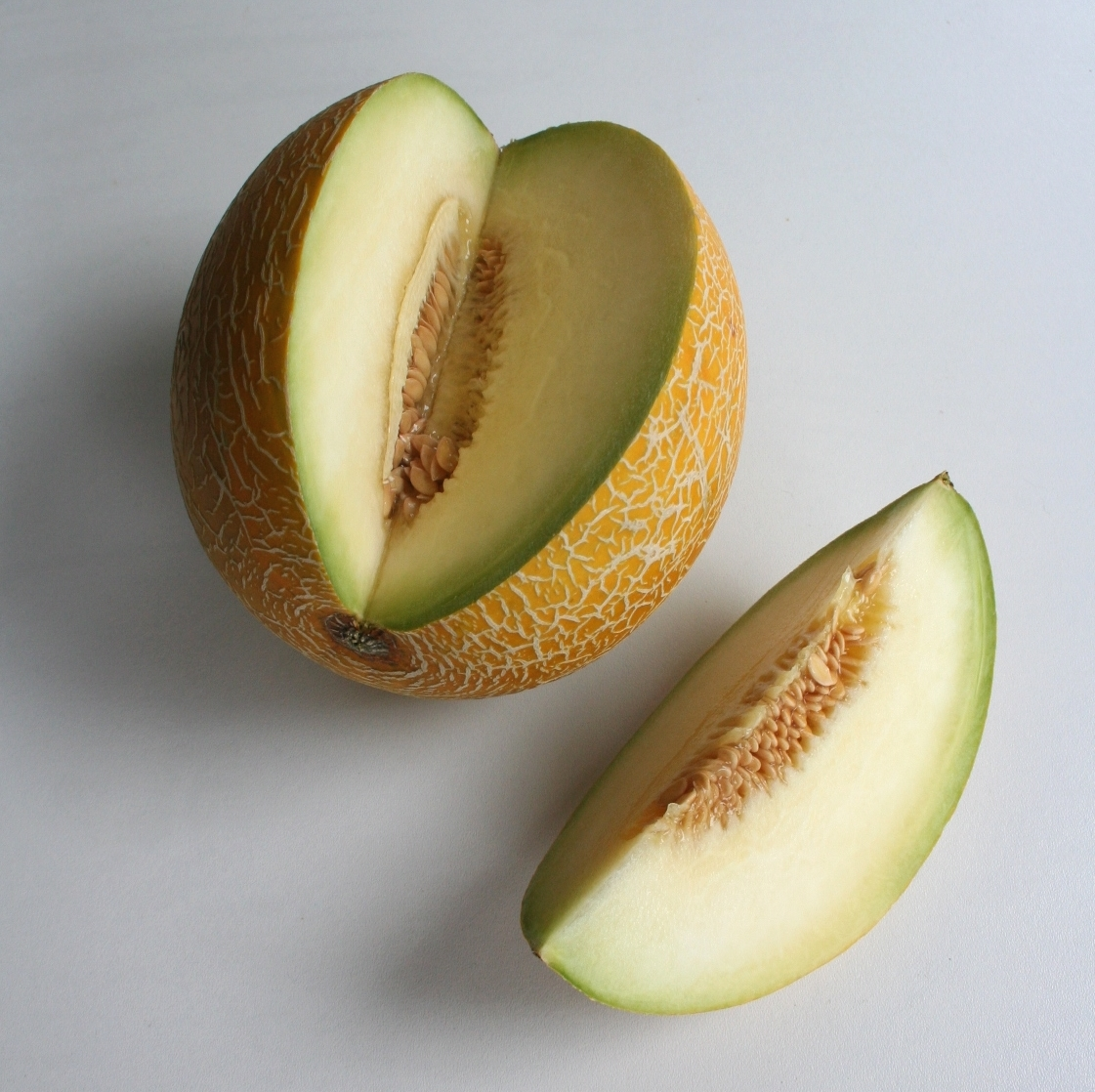
Galiamelone

Galia ist eine Handelstype der Zuckermelone (Cucumis melo) und zählt zur Gruppe der Netzmelonen. Als Galia werden mehrere Sorten bezeichnet, nicht nur die Ursprungssorte Galia.

## Merkmale
Nach der Handelstypen-Definition verfügen die Früchte der Galia über folgende Charakteristika:
Die Frucht hat eine rundliche Form mit einem Verhältnis Höhe zu Durchmesser von meist 0,9 bis 1,2. Sie hat ein Durchschnittsgewicht von 0,5 bis zwei Kilogramm. Reife Früchte haben eine gelbe Oberfläche mit grünen Flecken. Am Blütenende können die Nervenspuren teilweise dunkler gefärbt sein. Bei manchen Varietäten kann das Gelbwerden auch ausbleiben. Die Früchte sind stets genetzt, jedoch scheint die Hintergrundfarbe durch. Die Oberfläche ist weder faltig noch gerippt, es gibt auch keine Nähte. Der Stiel löst sich bei Reife und kann an der Frucht fehlen. Das Fleisch ist grünlich bis weiß und wird zur Samenhöhle hin heller. 
Die Aromaausprägung gilt als mäßig bis gut. Einige neue Sorten zeichnen sich durch ein orangefarbenes Fruchtfleisch aus. Wie bei allen Netzmelonen wird die Genussreife durch einen starken Duft angezeigt, bei Galia zusätzlich dadurch, dass sich bei den meisten Sorten der Stiel vollständig von der Frucht löst. Zudem werden sie etwas weicher, so dass man sie mit der Hand leicht zusammendrücken kann.

## Nutzung
Die Galiamelone wird als Dessertmelone verwendet. Die in Mitteleuropa angebotenen Galiamelonen stammen vorwiegend aus Spanien, Italien, Israel und Südafrika und sind das ganze Jahr über erhältlich.